# Lyudmila Storozhkova
Lyudmila Storozhkova, née le 19 novembre 1955 et morte le 23 novembre 2022, est une ancienne athlète soviétique qui pratiquait le sprint. 
Surtout spécialiste des sprints courts, elle excellait principalement en salle. En plein air, elle a obtenu un titre en relais 4 × 100 m.

## Palmarès

### Championnats d'Europe d'athlétisme
- Championnats d'Europe d'athlétisme de 1978 à Prague ( Tchécoslovaquie)
  - 5e sur 100 m
  -  Médaille d'or en relais 4 × 100 m

### Championnats d'Europe d'athlétisme en salle
- Championnats d'Europe d'athlétisme en salle de 1977 à Saint-Sébastien ( Espagne)
  -  Médaille d'argent sur 60 m
- Championnats d'Europe d'athlétisme en salle de 1978 à Milan ( Italie)
  -  Médaille de bronze sur 60 m
- Championnats d'Europe d'athlétisme en salle de 1979 à Vienne ( Autriche)
  -  Médaille de bronze sur 60 m